# Осецьк
Осецьк (пол. Osieck) — місто в Польщі, у гміні Осецьк Отвоцького повіту Мазовецького воєводства.
Населення — 933 особи (2011). З 1 січня 2024 року має статус міста.
У 1975-1998 роках село належало до Седлецького воєводства.

## Демографія
Демографічна структура станом на 31 березня 2011 року:
|          | Загалом | Допрацездатний вік | Працездатний вік | Постпрацездатний вік |
| -------- | ------- | ------------------ | ---------------- | -------------------- |
| Чоловіки | 446     | 94                 | 315              | 37                   |
| Жінки    | 487     | 97                 | 296              | 94                   |
| Разом    | 933     | 191                | 611              | 131                  |